# Nightingale (software)
Nightingale is een vrije audiospeler en webbrowser gebaseerd op de broncode van de mediaspeler Songbird. Hierdoor is Nightingale gebaseerd op de XULRunner-technologie van Mozilla in combinatie met GStreamer en libtag (een bibliotheek die gebruikt wordt voor het bewerken van metadata). In april 2010 liet Songbird officieel de ondersteuning vallen voor de Linuxversie, wat aanleiding gaf tot het ontstaan van het gemeenschapsproject Nightingale. Op 15 december 2011 kwam de eerste versie van Nightingale uit.
De thema's voor Nightingale zijn in tegenstelling tot de thema's van Songbird vrijgegeven onder een opensourcelicentie. Nightingale wordt vrijgeven onder de GPL versie 2 met delen die onder de MPL en BSD-licentie vallen. Het programma wordt ontwikkeld in de programmeertaal C++.

## Functies
- Ondersteuning voor Songbird-add-ons;
- Multiplatform: het programma is compatibel met Windows, Mac en Linux;
- Internationalisatie: het programma is vertaald in verschillende talen;
- De mogelijkheid tot het afspelen van volgende audioformaten: MP3, AAC, Ogg Vorbis, FLAC, Apple Lossless en WMA;
- Windows Media DRM-audio afspelen op Windows;
- Ondersteuning voor thema's;
- Webbrowserfunctie, gebaseerd op Gecko 1.9.2, waarmee websites kunnen worden bezocht;
- Mediabibliotheek om afspeelbare bestanden te beheren;
- Een grafische equalizer.
- SoundCloud-integratie.[1]